# 192
Glej tudi: število 192
192 (CXCII) je bilo prestopno leto, ki se je po julijanskem koledarju začelo na soboto.

## Dogodki
- 1. januar

## Smrti
- 31. december - Komod, 17. cesar Rimskega cesarstva (* 161)